# Vîșneve, Cerneahiv
Vîșneve (în ucraineană Вишневе) este un sat în comuna Seleanșciîna din raionul Cerneahiv, regiunea Jîtomîr, Ucraina.

## Demografie
Componența lingvistică a localității Vîșneve
     Ucraineană (98,8%)
     Rusă (1,2%)
Conform recensământului din 2001, majoritatea populației localității Vîșneve era vorbitoare de ucraineană (98,8%), existând în minoritate și vorbitori de rusă (1,2%).